# Kundgørelse
 Denne artikel omhandler overvejende eller alene danske forhold. Hjælp gerne med at gøre artiklen mere almen.
 Denne artikel bør gennemlæses af en person med fagkendskab for at sikre den faglige korrekthed.
    Det er ikke kan statsmagten, der kan støtte ret på lovens indhold overfor borgerne. Så langt ud er vi dog endnu ikke kommet ..)

En kundgørelse er den grundlovsregulerede offentliggørelse af en ny lov eller en lovændring. Dermed sker kundgørelsen for at overholde juridiske formaliteter.

## Kundgørelse af statens retsakter
I henhold til Grundlovens § 22 skal regeringen (i praksis Civilstyrelsen) sørge for, at samtlige love kundgøres. Først efter dette er sket, kan statsmagten støtte ret på lovenes indhold overfor borgerne. Kundgørelsen sker i det elektroniske tidsskrift Lovtidende (for love, bekendtgørelser og traktater), der suppleres af Ministerialtidende (for cirkulærer m.v.).